# افركط الساحل (لبيار)
افركط الساحل هي إحدى مشيخات المملكة المغربية، تتبع جغرافيا لإقليم كلميم وإداريًا للبيار. يقدر عدد سكانها بـ 250 نسمة حسب الإحصاء الرسمي للسكان والسكنى لسنة 2004.